# دریگالسکی (دهانه)
دریگالسکی یک دهانه برخوردی در ماه‌ است.

## دهانه‌های اقماری
این دهانه ۲ دهانه اقماری دارد.
| Drygalski | عرض جغرافیایی | طول جغرافیایی | قطر          |
| --------- | ------------- | ------------- | ------------ |
| P         | ۸۱.۰° S       | ۹۹.۹° W       | ۳۰.۰ کیلومتر |
| V         | ۷۸.۵° S       | ۹۳.۴° W       | ۲۱.۰ کیلومتر |